# Mesobiotus divergens
Espèce
Synonymes
- Macrobiotus divergens Binda, Pilato & Lisi, 2005

Mesobiotus divergens est une espèce de tardigrades de la famille des Macrobiotidae.

## Distribution
Cette espèce est endémique de Nouvelle-Zélande.

## Publication originale
- Binda, Pilato & Lisi, 2005 : Remarks on Macrobiotus furciger Murray, 1906 and description of three new species of the furciger group (Eutardigrada, Macrobiotidae). Zootaxa, no 1075, p. 55-68.